# Topolog, Tulcea
Topolog este satul de reședință al comunei cu același nume din județul Tulcea, Dobrogea, România.